# Boris Tjertok
Boris Jevsejevitj Tjertok (russisk: Борис Евсеевич Черток, tr. Boris Jevsejevitj Tjertok; født 1. marts 1912 i Łódź, Polen, død 14. december 2011 i Moskva, Rusland) var en sovjetisk raketingeniør og rumfartspioner med en vigtig rolle i historien om rumflyvning.